# Jonathan & Martha Kent
Jonathan Kent en Martha Clark Kent zijn twee personages uit de Superman-strips van DC Comics. Ze zijn de adoptiefouders van Clark Kent, alias Superman. Het tweetal werd bedacht door Jerry Siegel en Joe Shuster.
In de meeste versies van Supermans oorsprongverhaal waren Jonathan en Martha de eerste twee mensen die Clarks ruimteschip bereikten nadat deze op Aarde was neergestort. Ze adopteerden de jonge Clark als hun eigen zoon. De Kents worden verantwoordelijk gehouden voor het feit dat Clark een sterk moreel besef heeft, en dat hij zijn krachten gebruikt om de mensheid te helpen. Het was Martha die Supermans kostuum bedacht.

## Biografie
In de meeste Supermanstrips wordt het duo neergezet als een echtpaar van middelbare leeftijd of ouder. Alleen in flashbacks ziet men hun jonge versies.
In de originele Supermanstrips waren de Kents reeds overleden en zag men hen enkel in flashbacks. Wel refereerde Clark geregeld naar hen. Hun rol in de strips werd groter toen de Superboy serie, waarin Clark nog een kind/tiener was, zijn intrede deed. In deze strips waren ze vaste bijpersonages en werden ze verder uitgediept. Volgens de verhalen was Jonathan een voormalige raceautocoureur, en later boer. Nadat het duo Clark had geadopteerd verhuisden ze naar Smallville waar ze een winkel begonnen. De Kents hielpen hun zoon bij zijn vele avonturen als Superboy. Jonathan kwam met het idee hoe Clark zijn ware identiteit kon verbergen voor de wereld.
Na de verhaallijn Crisis on Infinite Earths uit 1985 kreeg Superman een nieuwe achtergrond. In deze nieuwe continuïteit waren Jonathan en Martha nog wel in leven toen Clark Superman werd, en bleven hem van advies voorzien. Ook bleef het duo in deze versie op de boerderij wonen. Tijdens de verhaallijn “Death of Superman” stierf Jonathan aan een hartaanval. In het hiernamaals moedigde hij Superman aan door te vechten voor zijn leven.
De achtergrond van Superman werd wederom deels gewijzigd in 2003 in het verhaal “Superman: Birthright”. In deze versie zijn Jonathan en Martha een stuk jonger dan in hun meeste andere incarnaties, en heeft Jonathan een minder goede relatie met Clark. Dit mede omdat Clark geïnteresseerd is in zijn Kryptoniaanse oorsprong.

## In andere media
- Ed Cassidy en Virginia Carroll speelden Eben en Martha Kent in de Superman filmseries met Kirk Alyn.
- Jonathan verscheen in de superboyfilmpjes van de serie New Adventures of Superman.
- Glenn Ford en Phyllis Thaxter speelden Jonathan en Martha in de film Superman. Al vroeg in de film sterft Jonathan aan een hartaanval. Wanneer Clark zijn ouderlijk huis verlaat wordt Martha ook niet meer gezien. In Superman III vertelt Lana Lang Clark dat Martha ook is overleden.
- Stuart Whitman en Salome Jens speelden Jonathan en Martha in de televisieserie Superboy.
- In de Superman animatieserie uit 1988 deed Alan Oppenheimer de stem van Jonathan.
- In de serie Lois & Clark: The New Adventures of Superman spelen Eddie Jones en K Callan Jonathan en Martha Kent.
- Ma en Pa Kent hebben geregeld gastrollen in de animatieseries Superman: The Animated Series, Justice League, en Justice League Unlimited, waarin hun stemmen worden gedaan door Shelley Fabares en Mike Farrell. Fabares en Farrell deden ook de stemmen van de personages in de film Superman: Brainiac Attacks.
- In de televisieserie Smallville vertolken Annette O'Toole en John Schneider de rollen van Martha en Jonathan Kent. In het vijfde seizoen sterft Jonathan aan een hartaanval.
- In de film Superman Returns speelt Eva Marie Saint Martha Kent.
- In de animatieserie Legion of Super Heroes wordt Martha’s stem gedaan door Jennifer Hale.
- In de films Man of Steel, Batman v Superman: Dawn of Justice, Justice League en Zack Snyder's Justice League binnen de DC Extended Universe worden de rollen van Jonathan en Martha Kent vertolkt door Kevin Costner en Diane Lane.
- In de film Superman (2025) van James Gunn vertolken Pruitt Taylor Vince en Neva Howell de rollen van Jonathan en Martha Kent.